# Horn-Bad Meinberg
Horn-Bad Meinberg is een stad en gemeente in de Duitse deelstaat Noordrijn-Westfalen, gelegen in de Kreis Lippe. De gemeente telt 17.245 inwoners (31 december 2020) op een oppervlakte van 90,15 km².

## Indeling van de gemeente
In de hoofdgemeenteverordening worden 16 semiofficiële Stadtteile van Horn-Bad Meinberg vermeld, en wel als volgt:
| Ortsteil                | bevolking | Bebouwd gebied en indeling                                        |
| ----------------------- | --------- | ----------------------------------------------------------------- |
| Bad Meinberg            | 4636      | Bebouwd gebied van de Ortsteile · Ortsteile van Horn-Bad Meinberg |
| Belle                   | 1196      | Bebouwd gebied van de Ortsteile · Ortsteile van Horn-Bad Meinberg |
| Bellenberg              | 0337      | Bebouwd gebied van de Ortsteile · Ortsteile van Horn-Bad Meinberg |
| Billerbeck              | 0447      | Bebouwd gebied van de Ortsteile · Ortsteile van Horn-Bad Meinberg |
| Fissenknick             | 0524      | Bebouwd gebied van de Ortsteile · Ortsteile van Horn-Bad Meinberg |
| Fromhausen              | 0175      | Bebouwd gebied van de Ortsteile · Ortsteile van Horn-Bad Meinberg |
| Heesten                 | 0145      | Bebouwd gebied van de Ortsteile · Ortsteile van Horn-Bad Meinberg |
| Holzhausen-Externsteine | 1191      | Bebouwd gebied van de Ortsteile · Ortsteile van Horn-Bad Meinberg |
| Horn                    | 7018      | Bebouwd gebied van de Ortsteile · Ortsteile van Horn-Bad Meinberg |
| Feldrom en Kempen       | 0492      | Bebouwd gebied van de Ortsteile · Ortsteile van Horn-Bad Meinberg |
| Leopoldstal             | 1991      | Bebouwd gebied van de Ortsteile · Ortsteile van Horn-Bad Meinberg |
| Schmedissen             | 0090      | Bebouwd gebied van de Ortsteile · Ortsteile van Horn-Bad Meinberg |
| Vahlhausen              | 0156      | Bebouwd gebied van de Ortsteile · Ortsteile van Horn-Bad Meinberg |
| Veldrom                 | 0346      | Bebouwd gebied van de Ortsteile · Ortsteile van Horn-Bad Meinberg |
| Wehren                  | 0337      | Bebouwd gebied van de Ortsteile · Ortsteile van Horn-Bad Meinberg |
| Wilberg                 | 0192      | Bebouwd gebied van de Ortsteile · Ortsteile van Horn-Bad Meinberg |

## Geschiedenis
De geschiedenis van de stad Horn begint in het jaar 1248 wanneer de eerste tekenen van bewoning te vinden zijn. In 1348 wordt de oude Burg Horn gebouwd. Vanuit deze burcht bestuurden de Lippische landheren de streek. De stad werd tijdens de Dertigjarige Oorlog belegerd. In 1864 werd een groot deel van de binnenstad door brand verwoest; het neogotische raadhuis is de opvolger van de destijds verwoeste voorganger. In 1895 werd Horn op het spoorwegnet aangesloten.
De stad Horn kent reeds sedert de 19e eeuw enig toerisme vanwege het schilderachtige centrum, maar vooral  vanwege de Externsteine. 
Het dorp Meinberg werd voor het eerst in 978 bewoond. Sinds 1676 staat het dorp als heilbad te boek. Het historische kuurpark werd in 1770 aangelegd en sinds 1930 mag het dorp zich Bad Meinberg noemen.
De  gemeente bestaat  in haar huidige omvang  sinds de gemeentelijke herindeling van 1970. Voor die tijd bestond er een zelfstandige stad Horn en een groot aantal kernen, waaronder Bad Meinberg. Tegen de nieuw voorgestelde naam Bad Meinberg -Horn rezen felle protesten in de stad Horn, waarna de stad haar huidige naam kreeg.
Voor de curieuze situatie in het uiterste zuiden van de gemeente zie: Veldrom/Feldrom/Kempen.

## Ligging, infrastructuur
De gemeente ligt in de uitlopers van het Teutoburger Woud en het Eggegebergte.

### Hoofdwegen
De dichtstbij gelegen autosnelwegen, beide op circa 30 km van de gemeente vandaan, zijn de A2 (noordwestwaarts, afrit bij de B66 tussen Lage en Bielefeld) en de A33 (zuidwestwaarts, afritten aan de westkant van Paderborn). 
De volgende Bundesstraßen lopen door het gebied van de gemeente:
- De B1, zuidwestwaarts naar Paderborn, ca. 26 km vanaf Horn, en noordoostwaarts via Bad Meinberg (4 km) en Blomberg (15 km) naar Hamelen (45 km vanaf Horn)
- De B239, noordwestwaarts naar Detmold (9 km vanaf Horn, 10 km via een iets afwijkende route vanaf Bad Meinberg), 9 km verder naar Lage en nog 14 km verder naar de  A2 tussen Bad Salzuflen en Bielefeld. Vanuit Horn kan men de B239 ook  7 km oostwaarts volgen naar Wöbbel, gem. Schieder-Schwalenberg, waar de kruising met de B252 ligt. Rechtdoor rijdend bereikt men eerst Schieder  en Schwalenberg, en dan zuidoostwaarts de stad Höxter aan de Wezer, bijna 40 km van Horn verwijderd.

Een andere hoofdverkeersweg gaat van Horn langs Leopoldstal en Sandebeck zuidwaarts naar Bad Driburg (19 km).

### Openbaar vervoer

Verloop spoorlijn Herford - Altenbeken
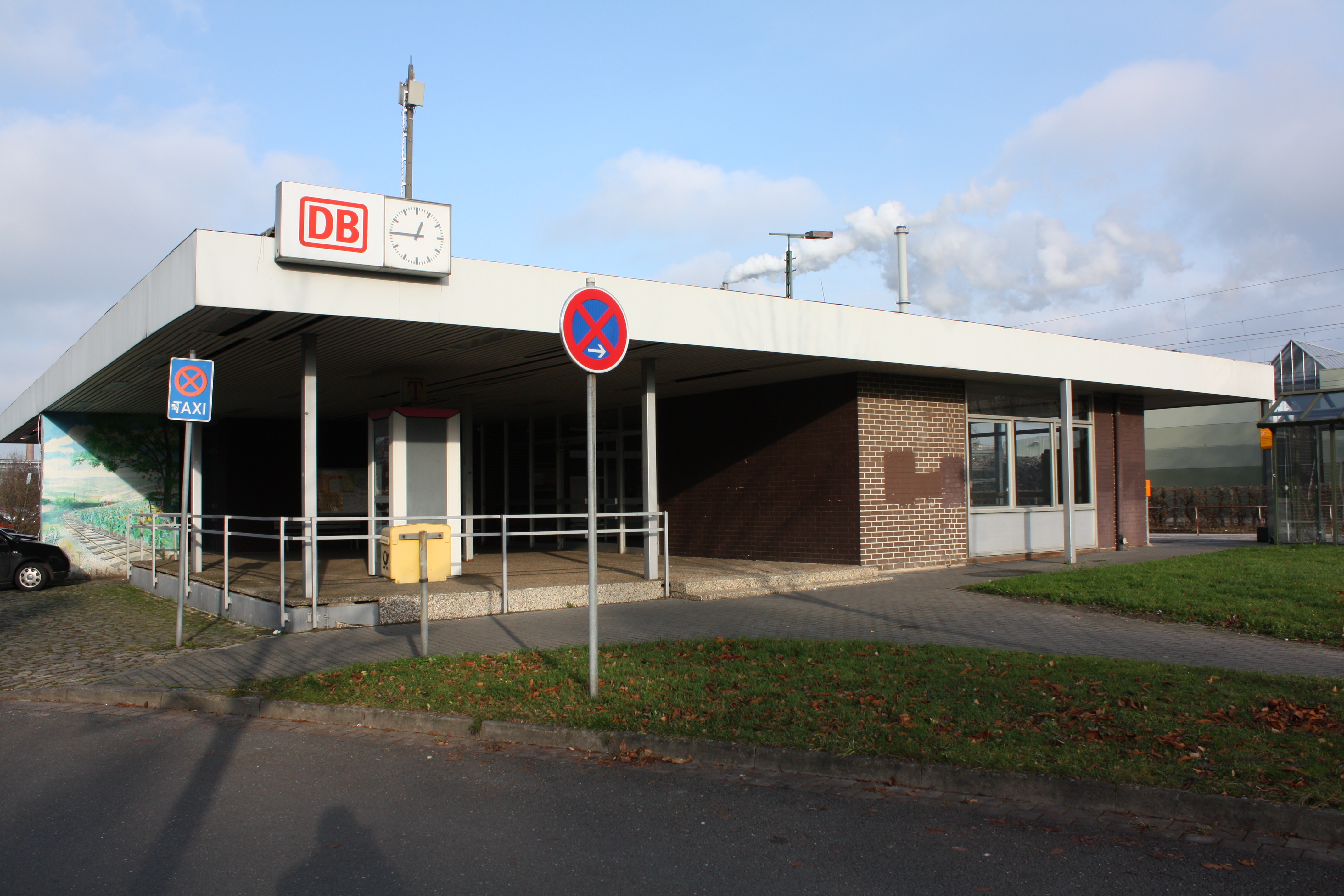
Station Horn-Bad Meinberg

Aan de spoorlijn Herford - Himmighausen, ook wel Lippische Bahn genaamd, hebben Horn-Bad Meinberg en, 4½ km ten zuiden daarvan, Leopoldstal beide een station.
De 4 km van elkaar verwijderde stadsdelen Horn en Bad Meinberg zijn door stadsbussen met elkaar verbonden. Van en naar de meeste omliggende gemeenten rijden 1 x per uur op werkdagen tot circa 20.00 uur streekbussen.

## Economie
De voornaamste bedrijfstak in de gemeente is, gezien de bezienswaardigheden en het natuurschoon in de directe omgeving, het toerisme.
Na 1990 heeft het kuuroord Bad Meinberg zich, na een wijziging in de regels voor vergoeding door ziekenfondsen van verblijf in een kuuroord, in een nieuwe richting ontwikkeld. De drie kuurklinieken werden gesloten en de plaats werd een groot centrum voor de beoefening van yoga. Bad Meinberg beschouwde zich, blijkens de website van de gemeente, als de belangrijkste ashram van Europa. Er is een groot gebouwencomplex met de naam Yoga Vidya in gebruik als yoga-centrum, waar men cursussen of therapieën op dit gebied kan volgen gedurende een verblijf, dat in principe enige weken duurt. 
De gemeente huisvest een grote houtverwerkende fabriek, die eigendom van een Portugees concern is.

## Bezienswaardigheden
- De Externsteine: Dit bekende rotsmassief in het Teutoburger Woud bevindt zich ongeveer 2,5 km ten westen van het stadje Horn.
- Het schilderachtige centrum van het oude stadje Horn, met veel vakwerkhuizen
- De berg Velmerstot en andere uitzichtpunten in het Eggegebergte en het zuidoosten van het Teutoburger Woud kunnen via talrijke wandel- en fietsroutes worden verkend.
- Het kuurpark en -centrum van Bad Meinberg; de meeste gebouwen zijn als yogacentrum in gebruik.
- Landgoed Rothensiek bij Leopoldstal is fraai in het bergland gelegen.

## Afbeeldingen

Horn, Marktplatz met gemeentehuis (midden)
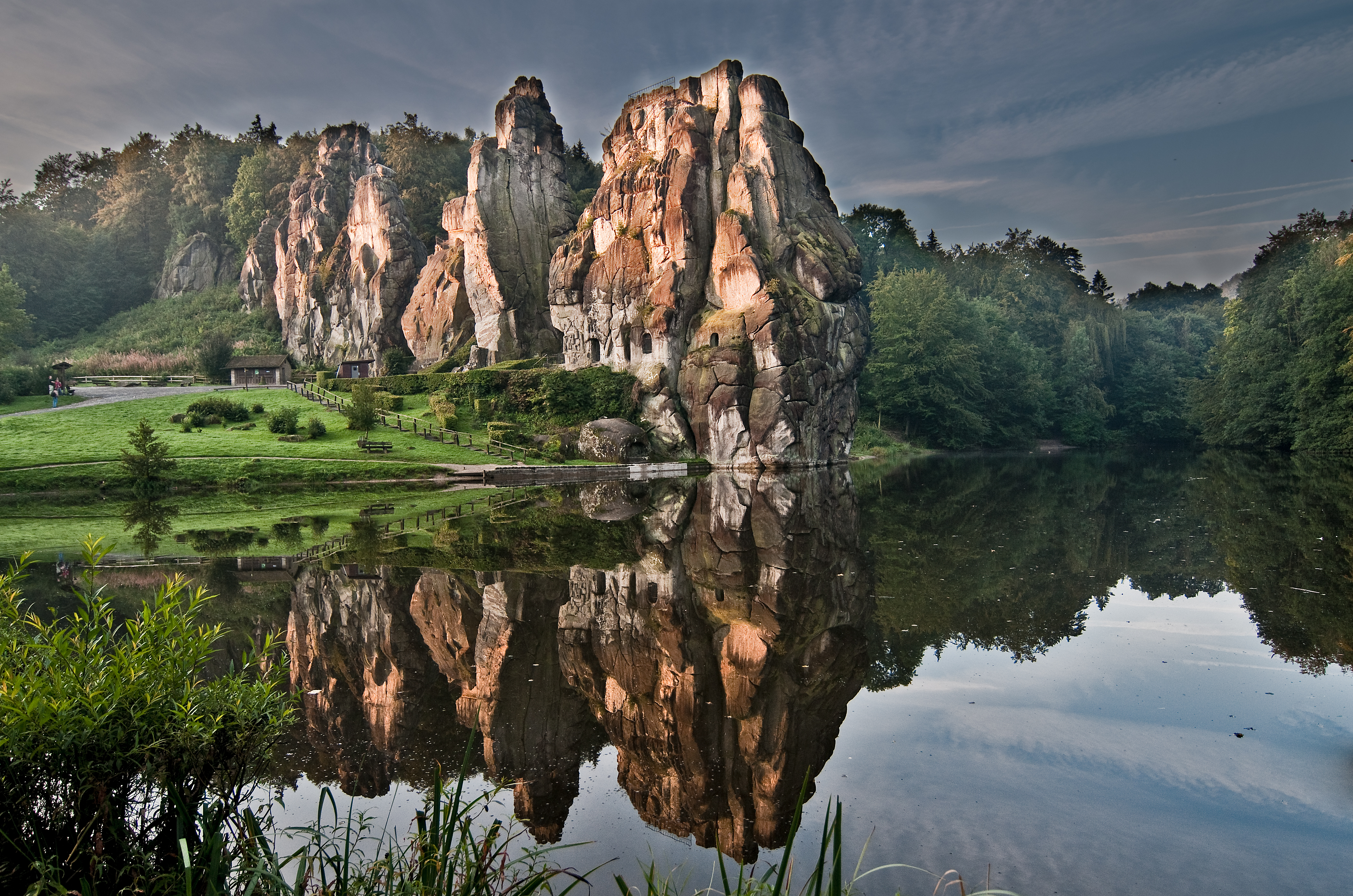
Externsteine
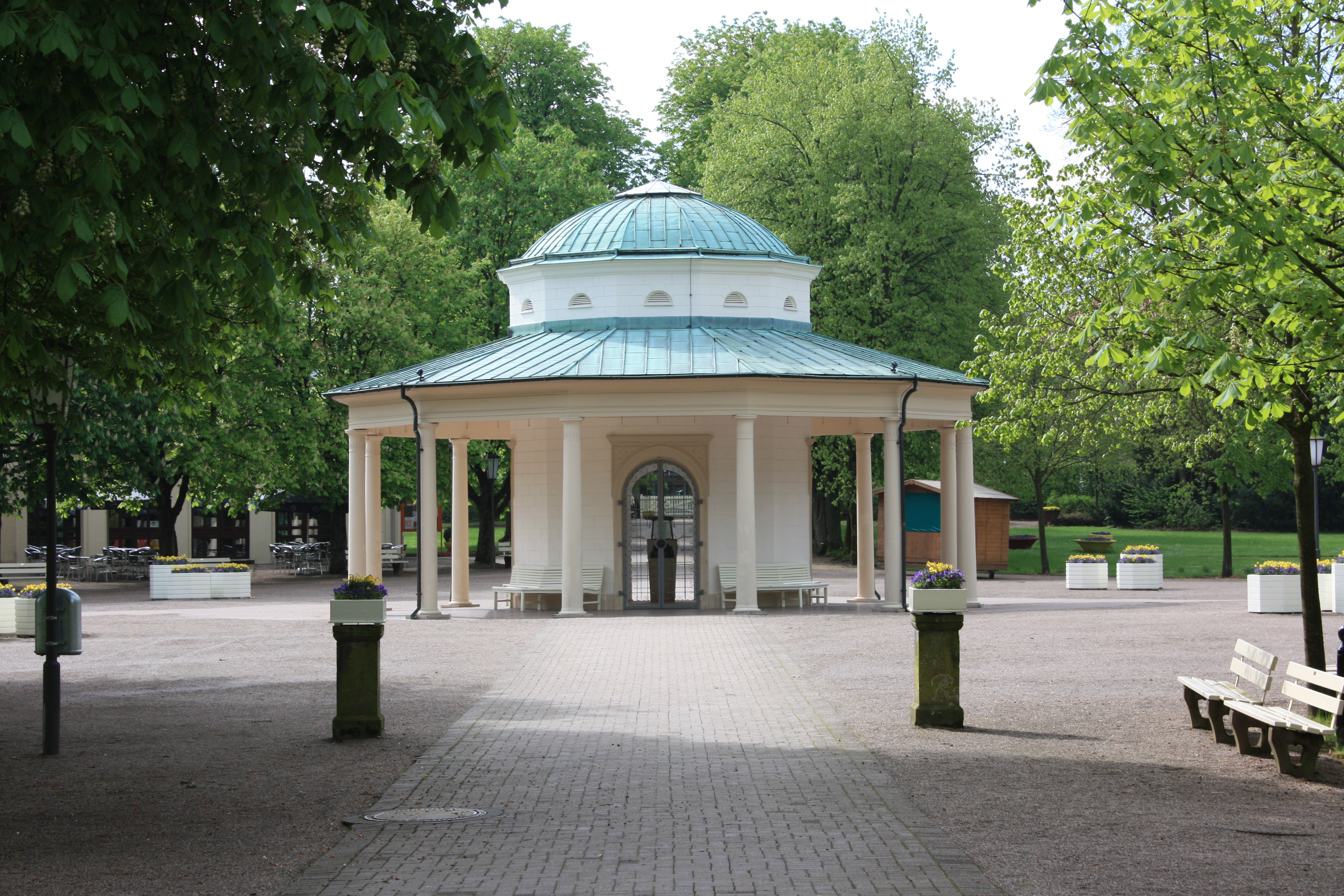
Brunnenhaus, Kurpark, Bad Meinberg

## Stedenpartnerschappen
Horn-Bad Meinberg onderhoudt een stedenband met Villedieu-les-Poêles in Normandië en met Kudowa Zdrój in Polen.